# 테오도어 로이폴트
테오도어 로이폴트(영어: Theodor Leupold)는 독일의 사이클 선수이다. 그는 아테네에서 열린 1896년 하계 올림픽에 참가했다.
로이폴트는 333m 경기와 100km 경기에 참가했다. 333m 종목에서는 27.0초를 기록해서 프랭크 키핑, 레온 플라멩과 함께 공동 5위에 올랐다. 100km 경기에서는 완주를 하지 못한 7명에 속했다. 이 종목의 출전 선수는 다 합해서 9명이었다..